# Józef Woroszczak
Józef Zbigniew Woroszczak (ur. 13 marca 1940 w Tłumaczu, zm. 3 listopada 2022 w Gryfinie) – polski lekarz weterynarii, sportowiec i polityk, poseł na Sejm I kadencji.

## Życiorys
Syn Tadeusza i Marii. W wyniku powojennych wysiedleń z Kresów Wschodnich jego rodzina została przesiedlona do Bielawy. Uprawiał lekkoatletykę. Był mistrzem akademickim Wrocławia w skoku wzwyż (przy swoim niewielkim wzroście wynoszącym 150 cm). Później rozpoczął treningi w Akademickim Związku Sportowym w sekcji podnoszenia ciężarów, występował w wadze muszej. Uczestniczył w mistrzostwach Polski w podnoszeniu ciężarów, wchodził w skład kadry narodowej. Później był trenerem drużyny ciężarowców w Ludowym Klubie Sportowym Piast Gryfino, doprowadzając tę drużynę do awansu do II ligi. W drugiej połowie lat 70. pełnił funkcje prezesa Okręgowego Związku Podnoszenia Ciężarów w Szczecinie oraz członka zarządu Polskiego Związku Podnoszenia Ciężarów. Uczestniczył w działalności Krzywińskiej Ligi Biegów Przełajowych.
Uzyskał dyplom technika weterynarii. W 1966 ukończył studia na Wydziale Medycyny Weterynaryjnej Wyższej Szkoły Rolniczej we Wrocławiu. Odbył staż w Wojewódzkim Zakładzie Weterynarii w Szczecinie, następnie w latach 1967–1970 kierował lecznicą dla zwierząt w Starym Czarnowie. W latach 1970–1971 był głównym specjalistą do spraw weterynarii w zakładu doświadczalnego Instytutu Zootechniki w Kołbaczu. W 1971 został zastępcą powiatowego lekarza weterynarii w Gryfinie, a w okresie 1975–1989 kierował lecznicą specjalistyczną dla zwierząt w Starym Czarnowie. W latach 1989–1992 był stałym specjalistą do spraw weterynarii w inspekcji sanitarnej w Gryfinie.
W 1974 został członkiem Zjednoczonego Stronnictwa Ludowego. W latach 1979–1980 był przewodniczącym terenowego oddziału Związku Zawodowego Pracowników Weterynarii w Pyrzycach. W 1980 został przewodniczącym „Solidarności” w powiatowym zakładzie weterynarii w tym mieście<r. Na początku lat 80. zasiadał również w prezydium komitetu zakładowego „Solidarności” w Szczecinie. Od 1984 do 1988 był wiceprzewodniczącym rady narodowej w gminie Stare Czarnowo.
Po przekształceniu ZSL został członkiem Polskiego Stronnictwa Ludowego. W 1989 objął funkcję prezesa tymczasowego zarządu wojewódzkiego, następnie w latach 1990–1997 zajmował stanowisko prezesa zarządu wojewódzkiego PSL w Szczecinie. W 1991 został wybrany na posła na Sejm I kadencji z okręgu szczecińskiego, pracował w Komisji Młodzieży, Kultury Fizycznej i Sportu. W 1993 i 1997 bez powodzenia kandydował do parlamentu z listy PSL. W 2002 bez powodzenia kandydował do Sejmiku Województwa Zachodniopomorskiego. Do 2012 był przewodniczącym PSL w powiecie gryfińskim.
Został pochowany na cmentarzu komunalnym w Gryfinie.